# Amaury Escoto
Amaury Gabriel Escoto Ruiz (Zapopan, 30 novembre 1992) è un calciatore messicano, centrocampista del Tepatitlán.

## Caratteristiche tecniche
È un trequartista.

## Palmarès

### Club

#### Competizioni nazionali
- Campionato messicano: 1

Tigres UANL: Apertura 2015